# Automolus melanopezus
Automolus melanopezus е вид птица от семейство Furnariidae.

## Разпространение
Видът е разпространен в Боливия, Бразилия, Колумбия, Еквадор и Перу.